# Posta utca (Makó)
A Posta utca Makó forgalomtól részben elzárt (sétáló)utcája, a város főterét, a Széchenyi teret köti össze a Hunyadi utcával. 1924-ben nyitották, eredetileg D'Orsay Olivér, a magyar lótenyésztés úttörőjének nevét viselte. Jelenlegi nevét először 1946-ban kapta, majd Vásárhelyi Kálmán kommunista aktivista lett a névadó. A rendszerváltás után, 1990-ben megtörtént a visszanevezés.
Kedvelt sétahely, városközponti fekvése révén frekventált terület. Az utca látnivalói közé tartozik az organikus építészet jegyeit magán viselő Hagymaház, a Makovecz Imre által tervezett színház; a neobarokk Postapalota és a Fritz Mihály tervezte Múzsák kútja, a fehér márványszoborból és bazaltkő-medencés szökőkútból álló kompozíció.

## Története
Az utca 1924-es megnyitása alkalmat teremtett fontos középületek elhelyezésére. Annak Széchenyi tér felőli oldalán felépült a Magyar-Olasz Bank székháza. Földszintjén a hivatal helyiségei és négy üzlet, emeletén lakások kaptak helyet. A székházat később Szöllősi Jenő nyilaskeresztes politikus gyógyszertárrá alakította át, a második világháború után a kommunista párt székháza lett. Az 1970-es években bontották el. Vele szemben állt az 1853-ban épült rendőrségi palota. Ez már az utca megnyitásakor is rossz állagú volt, 1926-ban életveszélyesnek nyilvánították, és el is bontották. A Postapalota neobarokk épületét 1928-ban adták át. Vele szemben épült föl az iparos- és kereskedőtanonc iskola 1932-ben. Tőle balra kapott helyet az eredetileg értékesítési központként és egyesületi székházként funkcionáló, modernista stílusú Hagymaház 1936-ban. 1946. augusztus 12-én Kiss Imre, a város első kommunista polgármesterének előterjesztésére a húsz „legreakciósabb utcanevet” lecserélték, köztük a D'Orsay utcáét is. A frissen Postára keresztelt utca hamarosan újabb nevet kapott, Vásárhelyi Kálmánét, aki a Tanácsköztársaság kormánya által Makóra kirendelt agitátor, a hadügyi népbiztos teljhatalmú politikai megbízottja volt. Szigorú rekvirálási rendeleteire válaszul a városi nép ellene fordult. A rekvirálás végrehajtásáról tartott értekezlete félbeszakadt, a városházához vonulva többen bántalmazták, a Vörös Hadsereg katonái ütlegelni kezdték. Az első emeleten a főjegyzői irodában felbőszült asszonyok támadtak rá, Vásárhelyi kizuhant az ablakon, végül zuhanása után a téren a tömeg agyonverte. Ezek után érthető, hogy az utcanév nem nyerte el a makóiak tetszését, a népszerűtlen bolsevik politikus izgató magatartása miatti meglincselése sem ellenforradalmi megmozdulás volt. Az utcát 1990-ben nevezték vissza korábbi nevére; a D'Orsay utcára való visszanevezését a Keresztény Értelmiségi Szövetség makói csoportja sem javasolta a nehéz kiejtés és bonyolult helyesírás miatt. 1998-ban felépült az új Hagymaház Makovecz Imre tervei alapján; a város valódi kulturális központjává és nemzetközileg is jegyzett látnivalójává vált. Az utca sétálóutcává alakítását és az aszfaltburkolat térkőre cserélését a rákövetkező években valósították meg. 2000. július 2-án avatták föl Fritz Mihály alkotását, a Múzsák kútját a színházzal szemben. A Pulitzer József Kollégium felújított és kibővített épülete zárja az utcát. 2005 szeptembere óta háromcsillagos turistaszálláshely, és újra otthont biztosít a négy makói középiskola kollégistáinak. Előtte egy második szökőkút került elhelyezésre Karsai Ildikó tervei alapján, és itt állították fel Hadik Magda Erdei Ferenc-szobrát is. A kollégium körül parkot alakítottak ki.